# ケイト・ライアン
ケイト・ライアン（Kate Ryan, 本名：Katrien Verbeeck, 1980年7月22日 - ）は、ベルギーの歌手。2006年のユーロビジョン・ソング・コンテストのベルギー代表。準決勝で12位となり決勝進出を逃した。

## ディスコグラフィ
- Different (2002)
- Stronger (2004)
- Alive (2006)
- Free (2008)